# My Kid
Pour plus de détails, voir Fiche technique et Distribution.
My Kid (titre original Here We Are, titre en hébreu : הנה אנחנו) est un film dramatique israélo-italien réalisé par Nir Bergman et sorti en 2020.

## Fiche technique
- Titre en France : My Kid
- Titre original : Here We Are
- Titre hébreu : הנה אנחנו
- Réalisation : Nir Bergman
- Scénario : Dana Idisis
- Musique : Matteo Curallo
- Décors :
- Costumes : Liron Cohen
- Photographie : Shai Goldman
- Montage : Ayala Bengad
- Producteur : Eitan Mansuri et Jonathan Doweck
- Sociétés de production : Spiro Films
- Société de distribution : MK2 International
- Pays de production :  Israël et  Italie
- Langue originale : hébreux[Combien ?]
- Format : couleur — 2,35:1
- Genre : Drame
- Durée : 94 minutes
- Dates de sortie :
  - Canada : 11 septembre 2020 (Toronto)
  - Suisse : 2 octobre 2020 (Zurich)
  - Israël :
    - 10 décembre 2020 (Jérusalem)
    - 27 octobre 2021 (en salles)

  - France :
    - 4 octobre 2021 (Paris)
    - 22 décembre 2021 (en salles)

## Acteurs principaux
- Shai Avivi : Aharon
- Noam Imber : Uri, son fils
- Smadi Wolfman : Tamara, la mère d'Uri, ex-femme d'Aharon
- Efrat Ben-Zur : Effi, une amie de jeunesse d'Aharon
- Amir Feldman : Amir, le frère d'Aharon
- Sharon Zelikovsky : Sharona, la compagne d'Amir
- Uri Klauzner : Noni, un ami d'Aharaon
- Natalia Faust : Natalia, la personne envoyée contrôler Uri dans son environnement